# Gönczöl Katalin
Gönczöl Katalin (Nagykőrös, 1944. április 17. –) magyar jogász, professor emerita, nemzetközileg ismert kriminológus. 1995-2001 között az állampolgári jogok országgyűlési biztosa, 2002-2009 között az Igazságügyi Minisztérium büntetőpolitikai elvi kérdéseiért felelős miniszteri biztosa, majd szakállamtitkára. Vezetője volt a 2006. szeptemberi-októberi erőszakos megmozdulások okait, hátterét és következményeinek feltárását végző szakértői vizsgálóbizottságnak.
Nevéhez a bűnmegelőzés és a pártfogó felügyelet átfogó reformja, továbbá alternatív büntetési módok bevezetése fűződik. Számos alkalommal vett részt referátumokkal nemzetközi kriminológiai konferenciákon. 1983-tól a Magyar Kriminológiai Társaság titkára, főtitkára, majd elnöke. 1985-2014 között tagja volt a Nemzetközi Kriminológiai Társaság igazgató tanácsának. 1990-ben a társaság főtitkár-helyettesévé, majd elnökhelyettesévé választották. Kutatási témái: az erőszakos bűnözés, a büntetőpolitika, a bűnmegelőzés, az utógondozás, a visszaeső bűnelkövetők tipológiája, a bűnözés társadalmi újratermelődésének folyamata.

## Pályafutása
1944-ben született Nagykőrösön. A nagykőrösi Arany János Gimnáziumban érettségizett, 1968-ban az ELTE Állam- és Jogtudományi Karán szerzett diplomát, és az akkor alakult kriminológiai tanszék tanársegéde, majd adjunktusa lett. Később szociológiát is tanult. Kandidátusi disszertációját a visszaeső bűnelkövetők tipológiájáról írta. 1989-ben a „bűnös szegényekről” írta akadémiai doktori disszertációját. 1979-ben egyetemi docens, 1990-ben egyetemi tanár lett. 2014-től professor emerita.
1967-1985 között szervezte és vezette a kriminológiai tanszék mellett működő tudományos diákkört. 1984-1995 között az ELTE szociálpolitikai tanszéke gondozásában folyó szociálismunkás-képzésben kriminálszociológiát is tanított. 1991-1995 között az igazságügyi szociális munkások egyetemi szintű képzését szervezte. 1980-1983 között mellékállásban a jogi karok referenseként dolgozott a Művelődési Minisztérium egyetemi és főiskolai főosztályán. 1985-1988 között az ELTE állam- és jogtudományi karának oktatási dékánhelyettese, 2003-2014 között a doktori tanács elnöke volt. Részt vett a karon 2014-ben megindult kriminológiai mester- és doktori képzés létrehozásában.

### Kutatásai
Részt vett az erőszakos bűnözés témakörében folyó, több éves kutatómunkában. Közreműködött a Szociálpolitikai reformok című, kiemelt tárcaközi kutatásban. 1979-80-ban a büntetés-végrehajtás nevelési koncepcióját kidolgozó bizottság munkájában vett részt. 1988-89-ben tagja volt a Szociális- és Egészségügyi Minisztérium szociálpolitikai távlati fejlesztési bizottságának. 1992-94-ben vezetésével OKTK-kutatás folyt A bűnözés új tendenciáira adott társadalmi, hatósági reakciók – bűnmegelőzés, büntetőpolitika címmel.

### Tisztségei
- az állampolgári jogok országgyűlési biztosa (1995-2001)
- a 2006. szeptemberi-októberi erőszakos megmozdulások okainak, hátterének és következményeinek feltárását végző, szakértői vizsgálóbizottság („Gönczöl-bizottság”, 2006. november 8.-2007. február 2.) vezetője[1]
- a Genovai Nemzetközi Összehasonlító Klinikai Kriminológiai Intézet tudományos tanácsának tagja (1984-1989)
- a Nemzetközi Kriminológiai Társaság igazgató tanácsának tagja (1985-), főtitkár-helyettese (1990)
- a Magyar Kriminológiai Társaság titkára (1983-1991), főtitkára (1991-2004), elnöke (2004-)
- a Penal Reform International igazgató tanácsának tagja (1988-1999)
- az European Journal on Criminal Policy and Research kiadói tanácsának tagja (1992-2001)
- a londoni Börtönkutatás Nemzetközi Központja tanácsadó testületének tagja (1999-)[2]
- a Nemzetközi Ombudsman Intézet (IOI) egyik európai területi igazgatója (2000. október-2001. július)
- az ELTE állam- és jogtudományi kara doktori tanácsának elnöke (2003-2014)

## Művei
Öt monográfiája és 170-et meghaladó számú tanulmánya jelent meg, közülük több idegen nyelven.

### Monográfiái
- Erőszakos bűncselekmények és elkövetőik (társszerző: Vigh József, Kiss György, Szabó Árpád. Közgazdasági és Jogi Könyvkiadó, Budapest, 1973. 372 oldal)
- Visszaeső bűnelkövetők tipológiája (Közgazdasági és Jogi Könyvkiadó, Budapest, 1980. 346 oldal)
- Bűnözés és társadalompolitika. Szociológiai Tanulmányok 29. köt. (Akadémiai Kiadó, Budapest, 1987. 188 oldal)
- Bűnös szegények. Feketén-fehéren sorozat (Közgazdasági és jogi Könyvkiadó, Budapest, 1991. 231 oldal)
- Ombudsman 1995-2001 (Társszerző: Kóthy Judit, Helikon Kiadó, Budapest, 2002. 246 oldal)

### Szerkesztés, közreműködés
- Felelősség és szankció a jogban; szerk. Asztalos László, Gönczöl Katalin; Közgazdasági és Jogi, Bp., 1980
- Az alternatív büntetési formák és a pártfogó felügyelet Angliában és Walesben; szerk. Gönczöl Katalin; Magyar Kriminológiai Társaság, Bp., 1991 (Kriminológiai közlemények)
- Bűn – bűnözés – börtönirodalom; többekkel; Móricz Megyei és Városi Könyvtár, Nyíregyháza, 1991
- Munkáltatás, képzés, szakképzés a büntetés-végrehajtás alatt és az utógondozás során; szerk. Gönczöl Katalin; Magyar Kriminológiai Társaság, Bp., 1992 (Kriminológiai közlemények)
- Deviancia, emberi jogok, garanciák. Szöveggyűjtemény a szociális szakképzés számára; vál., szerk. Gönczöl Katalin és Kerezsi Klára; ELTE Szociológiai Intézet–T-Twins, Bp., 1993 (Szociális szakképzés könyvtára)
- A deviancia szociológiája. Szöveggyűjtemény a szociális szakképzés számára; vál., szerk. Gönczöl Katalin és Kerezsi Klára; T-Twins, Bp., 1993 (Szociális szakképzés könyvtára)
- Büntetőpolitika, bűnmegelőzés Hollandiában; szerk. Gönczöl Katalin; Magyar Kriminológiai Társaság, Bp., 1994 (Kriminológiai közlemények)
- Büntetőpolitika, bűnmegelőzés. Tanulmánygyűjtemény a szociális szakképzés számára; szerk. Gönczöl Katalin; ELTE Szociológiai Intézet, Bp., 1994 (A szociális munka gyakorlata)
- A társadalmi-politikai változások és a bűnözés. A 21. század kihívása. Válogatás a 11. Nemzetközi Kriminológiai Kongresszus előadásaiból. Budapest, 1993. augusztus 22-27.; vál., szerk. Gönczöl Katalin; Magyar Kriminológiai Társaság, Bp., 1994
- A modern büntetőpolitika problémái Nagy-Britanniában; szerk. Gönczöl Katalin; Magyar Kriminológiai Társaság, Bp., 1995 (Kriminológiai közlemények)
- A deviancia szociológiája. Szöveggyűjtemény; vál., szerk. Gönczöl Katalin és Kerezsi Klára; Hilscher Szociálpolitikai Egyesület–ELTE Szociológiai Intézete, Bp., 1996 (Társadalompolitikai olvasókönyvek)
- Deviancia, emberi jogok, garanciák. Szöveggyűjtemény a szociális szakképzés számára; szerk. Gönczöl Katalin, Kerezsi Klára; Hilscher Szociálpolitikai Egyesület–ELTE Szociológiai Intézete, Bp., 1996 (A szociális munka gyakorlata)
- Kriminológiai ismeretek, bűnözés, bűnözéskontroll. Egyetemi tankönyv; szerk. Gönczöl Katalin, Korinek László, Lévai Miklós; Corvina, Bp., 1996 (Egyetemi könyvtár)
- Tanulmányok Szabó András 70. születésnapjára; szerk. Gönczöl Katalin, Kerezsi Klára; Scholastica, Bp., 1998
- Kriminológiai ismeretek, bűnözés, bűnözéskontroll; szerk. Gönczöl Katalin, Korinek László, Lévai Miklós; 3. átdolg. kiad.; Corvina, Bp., 1999 (Egyetemi könyvtár)
- A bűnözés új tendenciái, a kriminálpolitika változásai Közép- és Kelet-Európában. A Nemzetközi Kriminológiai Társaság 65. Nemzetközi Kurzusának előadásai, 2003. március 11-14, Miskolc; szerk. Gönczöl Katalin et al.; Bíbor, Miskolc, 2004
- Kriminológia – szakkriminológia; szerk. Gönczöl Katalin et al.; CompLex, Bp., 2006
- Kriminológia; szerk. Gönczöl Katalin et al.; Wolters Kluwer, Bp., 2019

## Díjai, kitüntetései
- Szent György-díj (1998, Police Caritas Alapítvány)
- Vámbéry Rusztem emlékérem bronz, ezüst fokozata (1985, 1998, Magyar Kriminológiai Társaság)
- Menedék-díj (1999, ENSZ Menekültügyi Főbiztosság magyarországi irodája, az általa vezetett hivatalnak)
- Az Év Embere (2000, Magyar Hírlap)
- UNICEF-díj (2001)
- MSZOSZ-díj (2002. május)
- Demény Pál-emlékérem (2002. augusztus)
- A Magyar Köztársasági Érdemrend középkeresztje (2003. március)[4]
- „A Polgárbarát Igazságszolgáltatásért” nemzetközi díj (London, 2004. január, megosztva)
- Budapest díszpolgára (2004. november)
- Kopácsi Sándor Polgárőr Érdemrend (2004. október)
- Nagy Imre-érdemrend (2005)
- "A jog szolgálatában"-díj (2019, Magyar Ügyvédi Kamara)

## Családja
Gönczöl Gyula kereskedő és Fülep Mária gyermekeként született. Férje Valki László (1941–2022) nemzetközi jogász, professor emeritus volt, 1967-ben kötöttek házasságot.